# 제18회 미국 감독 조합상
제18회 미국 감독 조합상은 1965년 뛰어난 활동을 보인 영화 감독을 기리기 위해 1966년 2월에 열린 시상식이다. 뉴욕, Waldorf-Astoria Hotel에서 개최되었다.

## 수상 및 후보

### 감독상(영화부문)
- 사운드 오브 뮤직 - 로버트 와이즈 수상

### 공로상
- 윌리엄 와일러 수상